# Phanerotomella apetila
Phanerotomella apetila är en stekelart som beskrevs av Chen och Ji 2003. Phanerotomella apetila ingår i släktet Phanerotomella och familjen bracksteklar. Inga underarter finns listade i Catalogue of Life.